# Forêts tempérées du Nord du Triangle
Localisation
Les forêts tempérées du Nord du Triangle forment une écorégion terrestre définie par le Fonds mondial pour la nature (WWF), qui appartient au biome des forêts de feuillus et forêts mixtes tempérées de l'écozone indomalaise. Elle occupe la partie septentrionale du Triangle d'or birman et n'a plus connu d'exploration scientifique d'envergure depuis les années 1950. Une grande partie de sa faune et de sa flore reste largement méconnue et sa biodiversité est certainement sous-estimée.